# Пожар в порту Туапсе
Пожар в порту Туапсе — возгорание нефти при её перекачке на пирсе морского порта Туапсе, приведшее к пожарам на советском танкере «Лиски» и финском «Сигни» 15 апреля 1964 года.

## Ход событий
На нефтяном пирсе морпорта Туапсе с одной стороны находился танкер «Лиски», прибывший из Италии для загрузки сырой нефти в Японию, с другой стороны — танкер «Сигни», ожидающий погрузки 15 тыс. тонн дизельного топлива в Финляндию. В советское судно началась перекачка 30 тыс. тонн нефти. В 18 часов 05 минут произошёл разрыв трубопровода, по которому нефть поступала в «Лиски», после чего произошло её возгорание. Часть горящей нефти с пирса стала стекать в море и поджигать борта танкеров, также пламя перекинулось на суда по подведённым к ним шлангам и трубопроводам, предназначенных для перекачки горючего. Ситуация усугублялась тем, что пустые танки «Сигни» ещё не прошли дегазацию, что могло привести к взрыву всего финского судна.
Портовые пожарные и моряки немедленно приступили к тушению. Вначале были эвакуированы члены семей экипажа «Лиски», которые пришли на борт проведать моряков. Для этого устроили специальный «водный коридор» из струй брандспойтов. Сложность заключалась в том, что пожарные машины не могли заехать на пирс длиной 401 метр, а огонь возник в конце пирса. Туда и пришлось раскатывать рукава через узкие ворота входа, через коммуникации и разбитые плиты паттерн. Новейшее судно «Лиски» было оборудовано современной системой пожаротушения и была заправлена 2000 литров пенообразователя типа ПО-6, которая была задействована после того, когда стало понятно, что с пирса сбить пламя не удаётся. После подачи пены на палубу пожар был потушен, судно буксирами был отведено на внутренний рейд. Однако за танкером тянулся шлейф горящей нефти, поэтому пожарный катер «Стремительный» ходил вокруг судна и поливал его из своих водяных пушек.
Параллельно продолжалось тушение пирса и «Сигни». Огонь по свежевыкрашенному борту финского судна перекинулся на ходовой мостик, где произошёл взрыв запаса сигнальных ракет. От высокой температуры швартовые концы танкера отгорели, и судно отчалило в неуправляемый дрейф. Чтобы этого не допустить, буксир «Дедал» уперся носом перпендикулярно в борт финского судна и вытолкал его обратно к причалу. В этот момент в носовой части «Сигни» загорелись запасы краски и пожар достиг столярной мастерской, но усилиями пожарных и членов команды огонь был наконец потушен.
После было подсчитано, что со стволов пожарных рукавов было подано более 2 миллионов литров воды, а непосредственно тушение заняло 2 часа 40 минут.
На следующий день во исполнение экспортного контракта в танки «Лиски» была продолжена загрузка оставшихся 10 тыс. тонн нефти. Одновременно продолжался ремонт судна.

## Причины пожара
По одной версии, вместо прописанного в регламенте 4000 т. нефти в час её перекачивалось 6000 т. В результате произошёл прорыв трубопровода, и по неустановленной причине вытекшая нефть загорелась.
По другой версии труба разорвалась из-за самовозгорания пирофорных отложений на её внутренних стенках.

## Танкер «Лиски»
После выгрузки нефти в пункте назначения судно встало на двухмесячный ремонт там же, где и было построено, в Японии. Было заменено два шпангоута и 400 квадратных метров обшивки.
В 1975 году танкер «Лиски» был переименован в «Новороссийский партизан». После распада СССР судно ходило под флагом Панамы и было списано в 1993 году как «Rokan».

## Признание
- За предотвращение взрыва и крупной экологической катастрофы 13 человек были награждены медалью «За отвагу на пожаре». Весь экипаж танкера был премирован по 40 рублей.
- В знак уважения смелым действиям экипажа «Лиски» по спасению своего судна японские кораблестроители подарили новую спасательную шлюпку взамен сгоревшей и холодильники в кают-компанию и столовую.[2]

## В кинематографе
В 1983 году на экраны вышел художественный фильм-катастрофа «Тревожное воскресенье», в основе сюжета которого легли реальные события, произошедшие в порту Туапсе.